# Notiosciadium
Notiosciadium là chi thực vật có hoa trong họ Apiaceae.